# Jonas Biliūnas
Jonas Biliūnas (Niūronys, 11 aprile 1879 – Zakopane, 8 dicembre 1907) è stato uno scrittore e poeta lituano, importante partecipe dei moti rivoluzionari lituani alla fine del XIX secolo.

## Biografia
Biliūnas nacque nel piccolo villaggio di Niūronys, nel distretto di Anykščiai, ex Governatorato di Kovno dell'Impero russo. Fra il 1891 e il 1899 frequentò gli studi secondari a Liepāja (oggi in Lettonia), e nel 1900 si iscrisse alla facoltà di Medicina dell'Università di Tartu. Già in questo periodo scrisse articoli per varie riviste di orientamento socialista sotto diversi pseudonimi (J. Anykštėnas, Jonas Gražys, J. Barzdyla e altri). Le sue attività anti-zariste gli costarono l'espulsione dall'Università nel 1901, costringendolo a ritornare in Lituania. Nel 1903 si trasferì a Lipsia, dove si iscrisse alla Handelshochschule, un istituto commerciale. Fu in questo periodo che Biliūnas maturò un interesse per la letteratura e per la scrittura, portandolo a iscriversi all'Università di Lipsia, dove iniziò gli studi letterari.
La salute di Biliūnas, precaria sin dal tempo del suo soggiorno a Tartu, peggiorò ulteriormente nel corso del 1904, quando i primi sintomi di tubercolosi divennero evidenti. Dopo un soggiorno estivo in Lituania, Biliūnas proseguì gli studi letterari all'Università di Zurigo. Nel giro di un anno, tuttavia, la malattia progredì al punto di costringerlo ad abbandonare gli studi e a ricoverarsi in sanatorio a Zakopane, in Polonia, dove morì a soli 28 anni l'8 dicembre 1907. 
I due conflitti mondiali e motivi di opportunità politica impedirono l'ultima volontà di Biliūnas di essere sepolto in Lituania fino al 1953, anno in cui i suoi resti furono traslati ad Anykščiai, dove fu istituito un museo a lui dedicato.

## Opera letteraria
La maggior parte della sua produzione include racconti, spesso di ispirazione autobiografica. Nella carriera letteraria di Biliūnas possono essere distinte due fasi; la prima va dal 1900 al 1903, la seconda copre il periodo 1904-1907.
La prima fase è caratterizzata da una forte influenza socialista e lo stile è realistico: i due lavori più rappresentativi sono Be darbo (Disoccupato) e Pirmutinis streikas (Il primo sciopero), accostabili ai primi lavori di Jack London e Theodore Dreiser. 
La seconda fase è caratterizzata invece da una ricerca spirituale e da un progressivo distacco dal realismo e dall'ideologia socialista, probabilmente come conseguenza della malattia che lo minava. Brisiaus galas (La fine di Brisius), è la narrazione, con accenti patetici, della morte di un cane domestico, i cui pensieri si intrecciano a quelli del suo proprietario. Ant Uetlibergo giedra (Bel tempo sull'Uetliberg) è una memoria di viaggio ambientata sulle Alpi svizzere. Liūdna pasaka (Una triste storia), il suo lavoro più corposo, è un dramma psicologico incentrato sulla Rivolta di gennaio. 
Nel periodo 1900-1905, Biliūnas compose una quindicina di poesie, fra cui alcuni sonetti influenzati dalla poetica di Petrarca. La critica tende a considerare la produzione poetica di Biliūnas meno riuscita rispetto ai suoi lavori in prosa. 
Biliūnas lasciò anche alcuni apprezzati articoli di critica letteraria.
I lavori di Biliūnas, pubblicati perlopiù postumi, sono ancora inediti in Italia.